# Zenity
Zenity — утилита, которая позволяет выводить на экран диалоговые окна GTK+ из командной строки и скриптов командной оболочки. Zenity - это переписанная версия программы gdialog, которая, в свою очередь, является адаптацией программы dialog для среды GNOME.

## Возможности
В zenity имеется 15 видов диалоговых окон. Вид окна определяется написанием соответствующей опции после команды zenity, например:
```
zenity
 
--error

```

| Опция           | Значение |
| --------------- | --- |
| calendar        | календарь |
| entry           | однострочное текстовое поле ввода |
| error           | сообщение об ошибке |
| question        | вопросительное сообщение с возможностью ввода утвердительного или отрицательного ответа                                                                    |
| warning         | предупреждение |
| info            | сообщение общего характера |
| file-selection  | диалоговое окно выбора файла |
| list            | диалоговое окно списка |
| notification    | значок уведомления |
| progress        | отображает статус выполнения текущей операции |
| scale           | шкала значений с «бегунком» |
| text-info       | диалог отображения многострочной текстовой информации, который может применяться и как поле ввода                                                          |
| color-selection | диалог для выбора цвета |
| password        | диалог для ввода пароля |
| forms           | диалог форм. Является каркасом, позволяющим вставить формы других типов в одном окне с помощью опций: --add-entry, --add-password, --add-calendar и других |

## Справка по Zenity
Для вызова справки в UNIX-подобных системах можно использовать несколько способов. При этом будут выдаваться разные варианты справок:
```
man
 
zenity
zenity
 
-h
zenity
 
--help-all

```

Для вызова справки по конкретному виду диалогового окна, необходимо набрать
```
zenity
 
--help-вид_окна

```

Например:
```
zenity
 
--help-list

```

Помимо этого есть официальное руководство от GNOME с примерами.

## Ответвления Zenity
В среде рабочего стола MATE, которая является ответвлением неподдерживаемой в настоящее время среды GNOME 2 есть ответвление от оригинального Zenity под названием MateDialog.